# Rade Šerbedžija
Rade Šerbedžija (ur. 27 lipca 1946 w Buniciu) – chorwacki aktor filmowy i piosenkarz pochodzenia serbskiego.
W 1969 ukończył studia w Akademii Sztuk Dramatycznych przy uniwersytecie w Zagrzebiu. Wkrótce rozpoczął pracę w teatrze Gavela i Teatrze Narodowym w Zagrzebiu.
Debiutem filmowym aktora był obraz Iluzja (1967), w reż. Krste Papicia. W dramacie wojennym Francesco Rosiego Rozejm (La Tregua, 1997) z Johnem Turturro i Stefanem Dionisi zagrał Greka, ocalałego z obozu koncentracyjnego w Oświęcimiu.
W niektórych filmach anglojęzycznych występuje pod (uproszczonym pod względem pisowni) nazwiskiem Sherbedgia.

## Wybrana filmografia
- Życie dla miłości (1973)
- 13 lipca (1982)
- Wieczorne dzwony (1986)
- Przed deszczem (1994)
- Święty (1997)
- Polski ślub (1998)
- Wielki Joe (1998)
- Stygmaty (1999)
- Oczy szeroko zamknięte (1999)
- Mission: Impossible II (2000)
- Przekręt (2000)
- Spokojny Amerykanin (2002)
- Eurotrip (2004)
- Wielka woda (2004)
- Batman: Początek (2005)
- Strzelec (2007)
- Ulotne fragmenty (2008)
- Złodziejski kodeks (2009) jako Korolenko
- Harry Potter i Insygnia Śmierci: część I (2010) jako Gregorowicz
- Uprowadzona 2 (2012) jako Murad Krasniqi
- Downton Abbey (sezon 5, 2014) jako książę Kuragin
- Wróble (2015) jako Tomislav